# Rövidpályás gyorskorcsolyázó világbajnokok listája

Az alábbiakban a rövidpályás gyorskorcsolyázás világbajnokait ismertetjük. A sportág világbajnokságain – ellentétben a téli olimpiai játékokkal – nincsenek távonkénti bajnokságok.

## Egyéni verseny
| Év, helyszín      | Férfiak                         | Férfiak        | Nők              | Nők       |
| 1976 Champaign    | Alan Rattray                    | USA            | Celeste Chlapaty | USA       |
| 1977 Grenoble     | Gaetan Boucher                  | Kanada         | Brenda Webster   | Kanada    |
| 1978 Solihull     | James Lynch                     | Ausztrália     | Sarah Docter     | USA       |
| 1979 Québec       | Toda Hirosi                     | Japán          | Sylvie Daigle    | Kanada    |
| 1980 Milánó       | Gaetan Boucher                  | Kanada         | Kato Mijosi      | Japán     |
| 1981 Meudon       | Benoît Baril                    | Kanada         | Kato Mijosi      | Japán     |
| 1982 Moncton      | Guy Daignault                   | Kanada         | Maryse Perreault | Kanada    |
| 1983 Tokió        | Louis Grenier                   | Kanada         | Sylvie Daigle    | Kanada    |
| 1984 Peterborough | Guy Daignault                   | Kanada         | Kinosita Mariko  | Japán     |
| 1985 Amszterdam   | Kavai Tosinobu                  | Japán          | Sisi Eiko        | Japán     |
| 1986 Chamonix     | Kavai Tosinobu                  | Japán          | Bonnie Blair     | USA       |
| 1987 Montréal     | Michel Daignault Kavai Tosinobu | Kanada · Japán | Sisi Eiko        | Japán     |
| 1988 St. Louis    | Peter van de Velde              | Hollandia      | Sylvie Daigle    | Kanada    |
| 1989 Solihull     | Michel Daignault                | Kanada         | Sylvie Daigle    | Kanada    |
| 1990 Amszterdam   | Lee Joon-Ho                     | Dél-Korea      | Sylvie Daigle    | Kanada    |
| 1991 Sydney       | Wilfred O'Reilly                | Nagy-Britannia | Nathalie Lambert | Kanada    |
| 1992 Denver       | Kim Ki-Hoon                     | Dél-Korea      | Kim So-Hee       | Dél-Korea |
| 1993 Peking       | Marc Gagnon                     | Kanada         | Nathalie Lambert | Kanada    |
| 1994 Guildford    | Marc Gagnon                     | Kanada         | Nathalie Lambert | Kanada    |
| 1995 Gjøvik       | Chae Ji-Hoon                    | Dél-Korea      | Chun Lee-Kyung   | Dél-Korea |
| 1996 Hága         | Marc Gagnon                     | Kanada         | Chun Lee-Kyung   | Dél-Korea |
| 1997 Nagano       | Kim Dong-Sung                   | Dél-Korea      | Chun Lee-Kyung   | Dél-Korea |
| 1998 Bécs         | Marc Gagnon                     | Kanada         | Jang Jang A      | Kína      |
| 1999 Szófia       | Li Jiajun                       | Kína           | Jang Jang A      | Kína      |
| 2000 Sheffield    | Min Ryoung                      | Dél-Korea      | Jang Jang A      | Kína      |
| 2001 Jeonju       | Li Jiajun                       | Kína           | Jang Jang A      | Kína      |
| 2002 Montréal     | Kim Dong-Sung                   | Dél-Korea      | Jang Jang A      | Kína      |
| 2003 Varsó        | Ahn Hjun Szu                    | Dél-Korea      | Choi Eun-Kyung   | Dél-Korea |
| 2004 Göteborg     | Ahn Hjun Szu                    | Dél-Korea      | Choi Eun-Kyung   | Dél-Korea |
| 2005 Peking       | Ahn Hjun Szu                    | Dél-Korea      | Jin Szun Ju      | Dél-Korea |
| 2006 Minneapolis  | Ahn Hjun Szu                    | Dél-Korea      | Jin Szun Ju      | Dél-Korea |
| 2007 Milánó       | Ahn Hjun Szu                    | Dél-Korea      | Jin Szun Ju      | Dél-Korea |
| 2008 Gangneung    | Apolo Anton Ohno                | USA            | Vang Meng        | Kína      |
| 2009 Bécs         | Li Ho Szuk                      | Dél-Korea      | Vang Meng        | Kína      |
| 2010 Szófia       | Li Ho Szuk                      | Dél-Korea      | Park Szeng Hi    | Dél-Korea |
| 2011 Sheffield    | No Dzsin Kju                    | Dél-Korea      | Cso Ha Ri        | Dél-Korea |
| 2012 Peking       |                                 |                |                  |           |

## Csapatverseny
| Év, helyszín       | Férfiak                   | Férfiak     | Nők         | Nők         |
| 1991 Szöul         | Japán                     | Japán       | Kanada      | Kanada      |
| 1992 Nobeyama      | Dél-Korea                 | Dél-Korea   | Dél-Korea   | Dél-Korea   |
| 1993 Budapest      | Olaszország               | Olaszország | Olaszország | Olaszország |
| 1994 Cambridge     | Dél-Korea                 | Dél-Korea   | Kanada      | Kanada      |
| 1995 Zoetermeer    | Kanada                    | Kanada      | Dél-Korea   | Dél-Korea   |
| 1996 Lake Placid   | Kanada                    | Kanada      | Dél-Korea   | Dél-Korea   |
| 1997 Szöul         | Dél-Korea                 | Dél-Korea   | Dél-Korea   | Dél-Korea   |
| 1998 Bormio        | Kanada                    | Kanada      | Kína        | Kína        |
| 1999 St. Louis     | Kína                      | Kína        | Kína        | Kína        |
| 2000 Hága          | Kanada                    | Kanada      | Kína        | Kína        |
| 2001 Nobeyama      | Kanada                    | Kanada      | Kína        | Kína        |
| 2002 Milwaukee     | Kína                      | Kína        | Dél-Korea   | Dél-Korea   |
| 2003 Szófia        | Kanada                    | Kanada      | Dél-Korea   | Dél-Korea   |
| 2004 Szentpétervár | Dél-Korea                 | Dél-Korea   | Dél-Korea   | Dél-Korea   |
| 2005 Chuncheon     | Kanada                    | Kanada      | Dél-Korea   | Dél-Korea   |
| 2006 Montréal      | Dél-Korea                 | Dél-Korea   | Dél-Korea   | Dél-Korea   |
| 2007 Budapest      | Kanada                    | Kanada      | Dél-Korea   | Dél-Korea   |
| 2008 Harbin        | Amerikai Egyesült Államok | USA         | Kína        | Kína        |
| 2009 Heerenveen    | Dél-Korea                 | Dél-Korea   | Kína        | Kína        |
| 2010 Bormio        | Dél-Korea                 | Dél-Korea   | Dél-Korea   | Dél-Korea   |
| 2011 Varsó         | Dél-Korea                 | Dél-Korea   | Dél-Korea   | Dél-Korea   |